# Abraham Peter Cronholm
Abraham Peter Cronholm (22. november 1809 i Landskrona – 27. maj 1879) var en svensk historiker og forfatter, præst og professor ved Lunds Universitet. 
Abraham var ældre bror til Bernhard August Cronholm. De tilhørte gennem deres farfars mor Gundela Larsdotter (gift med Åke Olofsson, som tog navnet Cronholm efter Gundelas morfar Hans Michelsson), genealogisk den såkaldte Mickelsslægt. Han var ugift.

## Akademisk karriere
Cronholm blev student i Lund i 1825, doktor i 1829, docent i nordisk historie i 1831, adjunkt i 1834 og ordineret adjunkt i historie i 1838. I 1841 antog han præstelig ordination. 
I 1855 blev han efter egen forespørgsel afskediget fra lærerbestillingen for at kunne udnytte et af rigsdagens særlige bevillinger til at fortsætte sin historiske forskning. Derpå var han i længere tid i Tyskland fulgt af arkivforskning i Wien, Dresden, Berlin og München. I 1868 tog han ligeledes afsked fra præsteembedet. 